# Chien viverrin d'Hokkaidō
Nyctereutes viverrinus albus · tanuki d'Ézo
Sous-espèce
Statut de conservation UICN

LC : Préoccupation mineure
Synonymes
- Nyctereutes albus Hornaday, 1904 (Protonyme)
- Nyctereutes viverrinus Temminck, 1838
- Nyctereutes procyonoides albus

Le chien viverrin d’Hokkaidō (Nyctereutes viverrinus albus), également connu sous le nom de tanuki d’Ézo (エゾタヌキ, ezotanuki), est une sous-espèce du chien viverrin japonais endémique de l’île d’Hokkaidō au Japon.

## Dénominations
- Nom scientifique valide : Nyctereutes viverrinus albus (Hornday, 1904)[1].

- Nom vernaculaire normalisé japonais : エゾタヌキ (Ezo-tanuki) « Tanuki d’Ézo ».

- Noms vulgaires : Chien viverrin d’Hokkaidô, Chien viverrin d’Ézo, Tanuki d’Hokkaidô, Tanuki d’Ézo,
- Noms vernaculaires français : Chien viverrin, Tanuki.

## Description

### Caractéristiques générales
Tout comme les autres sous-espèces, le chien viverrin d’Hokkaidō se caractérise par un corps longiligne, des membres courts et un masque facial sombre. Cette apparence évoque d'autres animaux comme le raton laveur, le blaireau ou plus particulièrement la civette. Son crâne et petit, ses oreilles sont courtes et rondes et son museau est fin et allongé. Il possède également un masque facial s’interrompant entre les deux yeux. Il possède cinq doigts sur les membres antérieurs et quatre sur les membres postérieurs. Les pouces des membres antérieurs sont séparés des autres doigts et sont plus proches des chevilles, une physionomie particulière lui permettant de s’accrocher à l’écorce des troncs d’arbres pour y grimper. Les chiens viverrins ont une mauvaise vue, mais sont nyctalope de par leur mœurs nocturnes. On estime que leur ouïe serait comparable à celle des chiens et leur odorat, largement utilisé pour chercher leur nourriture, est exceptionnel. Tout comme les autres populations, le pelage du tanuki d’Ezo est également soumis à des changements selon la période de l’année, avec un pelage devenant plus épais en hiver.

### Caractéristiques spécifiques
Le tanuki d’Ezo est une sous-espèce de chien viverrin relativement grande, d'environ 50 à 60 cm pour la longer du corps et  d’environ 18 cm de queue, pour un poids allant de 4 à 8 kg. Il pourrait faire penser au chien viverrin de l’Oussuri, mais ses membres sont plus courts et son museau plus obtus que chez les autres espèces du continent. C'est pourquoi, certaines études suggèrent que le chien viverrin d'Hokkaidō pourrait être classé comme une sous-espèce de chien viverrin japonais sous le nom de Nyctereutes viverrinus albus.
La fourrure du chien viverrin d’Hokkaidō est d’une couleur brune allant vers le beige jaunâtre, pouvant aller vers le grisâtre chez certains individus, avec des lignes noires partent de la poitrine pour faire le tour des flancs, mais qui ne se rencontrent pas sur le dos. Les pattes, les oreilles et le bout de la queue sont d’une coloration brune plus foncée.
Mais ce qui rend cette sous-espèce très reconnaissable, est son pelage d’hiver réputé très abondant et soyeux, lui donnant une forme particulière. Ce pelage d’hiver conserve cette couleur beige jaunâtre, mais devient plus claire et les motifs deviennent plus visibles.

## Répartition géographique
Le chien viverrin d’Hokkaidō est, comme son nom l’indique, une sous-espèce endémique à l’île d’Hokkaidō au nord de l’archipel Japonais et l’était originellement uniquement distribuée sur cette partie du nord du Japon. Elle ne sera introduite sur les îles environnantes comme l'île d'Okushiri que par l’intervention humaine.

## Écologie

### Habitat
Le chien viverrin d’Hokkaidō apprécie les zones boisées comme les forêts et les sous-bois, dans lesquels il peut se cacher. Il peut être aperçu en lisière de forêts aux abords des routes. Comme toutes les autres sous-espèces, ils vivent à proximité des points d’eau, notamment le bord des rivières et des marécages. Le tanuki d’Ezo à l’habitude de passer la journée dans son terrier. S’il lui arrive de l’aménager lui-même, il ne creuse généralement pas et compte sur l’investissement d’autres animaux comme les ours bruns ou les renards roux. Il lui arrive d’utiliser des arbres creux et des crevasses, lui faisant office de lieu de repos, de protection contre les intempéries et d’élevage des petits. Un même petit groupe de chiens viverrin possède plusieurs terriers dont les entrées et sorties peuvent mener à des endroits bien aérés pour se sentir à l’aise. Comme d'autres sous-espèces de tanukis, des latrines y sont installées à proximité. Il s'agit à la fois d’un lieu de défécation, mais surtout d’échange d’information important entre les différents individus ou les petits groupes de chiens viverrins entre eux.

### Activités
Contrairement aux autres sous-espèces de chiens viverrins, le tanuki d’Ezo a une activité davantage diurne. Mais tout comme les autres sous-espèces, leurs activités sont intimement liées à leur environnement. Ils font leurs réserves de graisses en automne pour augmenter leur poids jusqu’à 50% de leur poids initial. Pour se protéger du froid glacial de l’île, ils muent fréquemment pour se retrouver avec la fourrure avec la meilleure qualité et la plus abondante possible pour garantir une bonne pseudo-hibernation pendant l’hiver, où ils restent dormir jusqu’au printemps, consommant leur graisse sous-cutanée accumulée au cours de l’automne.

### Régime alimentaire
Comme toutes les autres sous-espèces, le chien viverrin d’Hokkaidō a un régime omnivore opportuniste qui dépend de la saison et de son environnement. À la fin de l’hiver et au début du printemps, sa nourriture de base se constitue de bourgeons commençant à éclore, et de petits animaux tout juste sortis de leur hibernation, comme des amphibiens. Il accompagne cela avec une consommation plus accrue d’invertébrés comme des vers de terre. En été, son alimentation est plus variée, puisqu’il se nourrit de nombreux reptiles, amphibiens, insectes, crustacés et baies. Pour faire ses réserves de graisse en prévision du prochain hiver, il mange énormément de fruits notamment de noix. Cependant, ils ont toujours de grandes difficultés a attraper de petits animaux se déplaçant rapidement, notamment les petits mammifères comme les rongeurs.

### Cycle de vie
Par rapport aux autres sous-espèces de chiens viverrin, le cycle de vie annuel reste un peu en décalé par rapport au chien viverrin du Japon par exemple. La saison de reproduction survient plus tôt, s’étendant de la fin du printemps à l'été et ils donnent naissance à 3 à 8 petits au début du printemps suivant. Tous les petits n'atteignent pas l'âge adulte, en raison du manque de nourriture, du climat ou de la prédation. Un nombre de naissances important dans une population de tanuki d’Ezo laisse généralement entrevoir un fort taux de mortalité chez les petits.

### Concurrents et prédateurs
Étant donné que le loup d’Hokkaidō a été éradiqué au début du XXe siècle, le chien viverrin d’Hokkaidō adulte ne possède pas de prédateurs naturels terrestres susceptibles de faire diminuer sa population. Il peut toutefois être la proie de certains rapaces ou bien quelquefois éliminé par des concurrents comme le renard. Même si les chiens viverrins et les ours bruns ont un régime alimentaire similaire, ils ne semblent pas se faire concurrence l’un l’autre, voire ont même tendance a faire leur tanière à proximité sans se sentir dérangés. Leur longévité est similaire à celle des autres sous-espèces de chiens viverrins, tournant aux alentours de 6 à 8 ans à l'état sauvage et d'environ 10 ans voire plus plus d’une quinzaine d’années en captivité.

## Le chien viverrin d’Hokkaido et l’homme

### Dans la culture aïnoue
Le chien viverrin d’Hokkaidō tenait une place importante dans la culture traditionnelle aïnoue où il était désigné sous l’appellation de moyuk, du mot mo (petit) et yuk (proie), la « petite proie » constituait, avec le cerf sika appelé yuk, un ingrédient de base dans la cuisine locale. Dans la tradition orale aïnou, les yukar, les chiens viverrins sont représentés comme des gardiens ou des serviteurs du kimun kamuy, la divinité suprême des aïnous, incarnée par l’ours brun d’Hokkaidō.Certains de ces serviteurs, appelés suke, étaient prédisposé à la préparation du riz pour le repas du kamuy. Le folklore aïnou raconte que le masque facial noir du chien viverrin vient de la suie qui s’échappe lors de la cuisson du riz. Une histoire raconte, que s’ils venaient à désobéir aux ordres de leur kamuy, ils seraient dans l’incapacité de retourner dans le monde des divinités.

#### Référence primaire
- (en) Hornaday, W.T., Annual Report of the New York Zoological Society : A new species of raccoon dog, vol. 8, 1904, 71–73 p. (lire en ligne)

#### Autres références

##### Ouvrages
- 宮木雅美 (Miyaki Masami), エゾタヌキの生活と森林, 北海道林業試験場 (lire en ligne)
- 門崎允昭 (Kadosaki Masaki), 野生動物調査痕跡学図鑑, 北海道出版企画センター,‎ 20 octobre 2009 (ISBN 978-4832809147)
- 熊谷さとし (Kumagaya Satoshi), タヌキを調べよう, 偕成社, coll. « 身近に体験! 日本の野生動物 »,‎ février 2006, 1re éd. (ISBN 978-4035264200)
- 金子弥生 (Kaneko Yayoi), フクロウとタヌキ, 岩波書店,‎ 28 août 2002, p77 - p144 (ISBN 978-4000067232), « 第2部 タヌキ »
- 広辞苑, 岩波書店, coll. « シャープ電子辞書 PW-9600 収録 »,‎ 1998 - 2001, 5e éd.
- 石城謙吉 (Ishiki Kankichi), たぬきの冬, モリモト印刷株式会社,‎ 14 décembre 2022, 46 p. (ISBN 978-4-910149-03-5)
- (en) José R. Castelló, Canids of the World: Wolves, Wild Dogs, Foxes, Jackals, Coyotes, and Their Relatives, Princeton, Princeton University Press, 2018, 266–269 p. (ISBN 978-0-691-18372-5)

##### Articles en ligne
- 遠田 (Tōda) (soigneur), « エゾタヌキのファミリー (Vidéo) », sur 飼育員の動物紹介 - 動画で見る札幌市円山動物園, 札幌市円山動物園 (consulté le 9 décembre 2009)
- « エゾタヌキ », sur こども動物園, 札幌市円山動物園 (consulté le 9 décembre 2009)
- « エゾタヌキ », sur 旭山の動物たち, 旭川市旭山動物園 (consulté le 9 décembre 2009)